# Synodites virginiensis
Synodites virginiensis là một loài tò vò trong họ Ichneumonidae.